# طريق دي 92 (الإمارات العربية المتحدة)
طريق د 92,الإمارات العربية المتحدة (بالإنجليزية: (D 92 road (United Arab Emirates) هو الطريق المعروف أيضًا باسم طريق الخليج أو طريق الميناء أو طريق الوصل، وهو طريق في دبي، الإمارات العربية المتحدة . بدءًا من منطقة الممزر، يمتد د 92 باتجاه الجنوب الغربي، بعد ديرة والشندغة وميناء راشد وبر دبي. ثم يخترق د 94 (شارع جميرا) و د 90 (طريق الحيوان) قبل أن ينتهي عند التقاطع مع طريق أم سقيم في أم سقيم. هذا الطريق، الذي يمر عبر نفق الشندغة، يتيح الوصول إلى بر دبي.

## أهم المعالم الواقعة على طول طريق د 92
- سوق الذهب في دبي.
- نفق الشندغة.
- طريق فالكون الدائري.
- القنصلية الإيرانية.
- المدرسة الأمريكية في دبي.
- مركز شرطة الوصل.
- حديقة الصفا.
- أكاديمية شرطة دبي.

## عن الطرق السريعة بدبي
هناك سلسلتان رئيسيتان من الطرق السريعة في دبي ، وهما E (إ) وD (د). وتنقسم هذه أيضًا إلى عدة طرق رئيسية وثانوية بين المدن وداخل المدن. تدار شبكة الطرق السريعة والطرق في دبي ، الإمارات العربية المتحدة من قبل هيئة الطرق والمواصلات (RTA).

### أهم الشوارع الرئيسية في دولة الإمارات العربية المتحدة

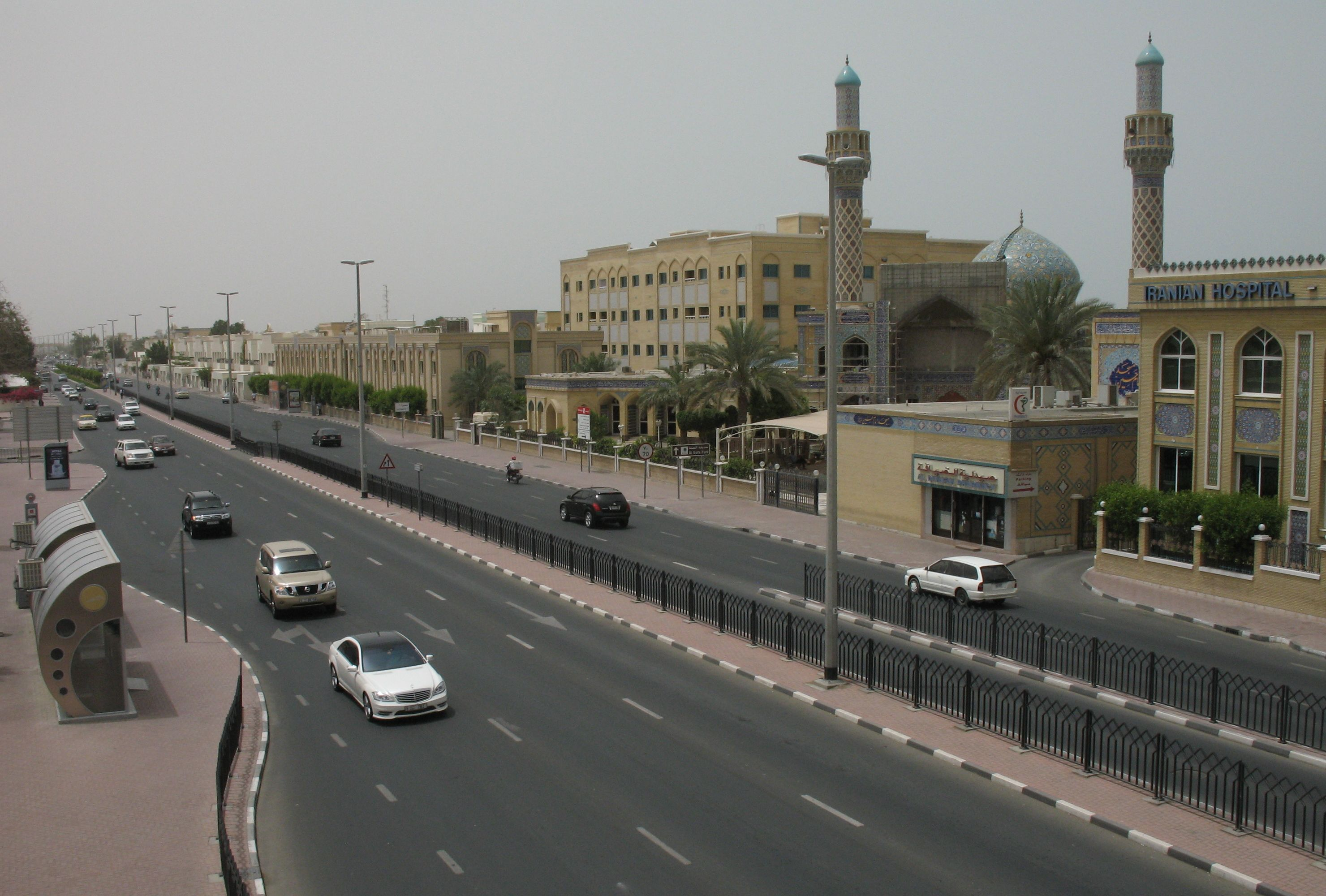
شارع الوصل

- طريق العين E66 طريق العين - طريق دبي - العين السريع.
- طريق دبي - الشارقة السريع E11 طريق الاتحاد 100 كم / ساعة.
- طريق الشاطئ شارع جميرا ويسمى أيضًا طريق شاطئ جميرا.
- شارع الواحة، طريق الحجر، 315 شارع SZR إلى طريق الخيل، الواحة مول (مركز الواحة) مع شارع الشيخ زايد.
- طريق الخيل E44 طريق الخيل 100 كم / الساعة - البرشاء ، القوز E44 طريق حتا.
- طريق الاتحاد E11 طريق الاتحاد (دXB-SHJ) 100 كم / ساعة من ديرة إلى الشارقة ، SZR في بر دبي.
- طريق أبوظبي السريع E11 شارع الشيخ زايد تم تخفيض الحد الأقصى لمسافة 120 كم / الساعة إلى 100 كم / الساعة بالقرب من أبراج بحيرات جميرا.
- إعادة تسمية شارع الضيافة بشارع الثاني من ديسمبر في ديسمبر 2011.
- طريق 311 ، طريق محمد بن زايد.
- طريق 611 ، طريق الإمارات E611 ، طريق الإمارات، 110 كم / ساعة، خفض الحد الأقصى للسرعة 15 أكتوبر 2017.
- طريق حتا E44 طريق حتا 100-120 كم / ساعة E44 أيضًا طريق الخيل، تختلف السرعة.
- شارع البنك خالد بن الوليد ، بر دبي.
- شارع الكمبيوتر شارع خالد بن الوليد.
- طريق دبي - العين السريع، ساحة بني ياس، ميدان النصر، ديرة ميدان بني ياس.
- طريق دبي - الشارقة السريع E11 طريق الاتحاد 100 كم / ساعة.
- طريق العين E66 طريق العين طريق دبي - العين السريع.
- طريق شاطئ الجميرا طريق جميرا، (أم سقيم) ويسمى أيضًا طريق الشاطئ أو طريق الشاطئ.
- طريق ميدان الحديقة، طريق ميدان 70 كم / ساعة.
- طريق النبات، شارع الحضيبة، الوصل، البدع من المستشفى الإيراني إلى طريق السطوة.
- طريق الشيخ زايد (SZR) E11 طريق الشيخ زايد 100 كم / سا "SZR".
- طريق المركز التجاري شارع الشيخ خليفة بن زايد بر دبي.
- طريق الملك سلمان د94was ، مدينة جميرا إلى مرسى دبي الاسم الكامل شارع الملك سلمان بن عبد العزيز آل سعود.

## وصلات خارجية
- خرائط جوجل.
- الطريق الملوكي.
- طريق الكهرمان.
- نظام ترقيم طرق دبي.